# Frank Cross
Frank Moore Cross (Ross, California, 13 de julio de 1921 - Rochester, 17 de octubre de 2012), fue un profesor emérito de la Facultad de Teología de Harvard. Se lo reconoce por su trabajo en la interpretación de los manuscritos del Mar Muerto, su obra magna Canaanite Myth and Hebrew Epic de 1973, y su trabajo en epigrafía de las lenguas semíticas noroccidentales.
Hijo de un pastor protestante, Frank Moore Cross creció en Birmingham, Alabama. Finalizados sus estudios de grado en teología en el McCormick Theological Seminary de Chicago, Frank Moore Cross fue uno de los pupilos del doctor William Foxwell Albright, destacado orientalista y lingüista estadounidense, pionero de la arqueología y el estudio de la cerámica antigua, considerado el padre de la Arqueología bíblica. 
Fue profesor del McCormick Theological Seminary de Chicago, Illinois, Estados Unidos de América y candidato por el Albright Institute de Jerusalén para estudiar y descifrar los rollos del Mar Muerto encontrados en el asentamiento de Qumrán (Israel) junto al doctor John Marco Allegro, catedrático de la Universidad de Oxford y los miembros de la Ècole Biblique de Jerusalén, dirigida por el padre Roland de Vaux, e integrada por el padre dominico Jean Starcky de origen francés, el padre dominico Josef Milik de origen polaco, el doctor John Strugnell de origen inglés y el doctor Claus-Hunno Hunzinger de origen alemán y que rápidamente fue reemplazado por el padre Maurice Barllet. A la muerte de Vaux le sucedió como director de la Ècole Biblique, el padre Pierre Benoit. Frank Moore Cross estudió los manuscritos del Mar Muerto de la denominada Cueva n.º 4, y publicó sus descubrimientos en la obra The Ancient Library of Qumran and Modern Biblical Studies en 1958.
Durante su vida, Cross supervisó el trabajo doctoral de más de cien estudiantes.
Frank Moore Cross falleció por complicaciones derivadas de una neumonía a la edad de 91 años.